# Pius Fischbach
Pius Fischbach est un joueur de football suisse né le 3 mai 1948.

## Biographie

### En club
- 1969-1972 : FC Wettingen
- 1972-1973 : FC Granges
- 1973-1975 : FC Winterthur
- 1975-1979 : FC Zurich

### En sélection
- 14 sélections en équipe de Suisse.
- Première sélection : Suisse-Turquie 1-1, le 30 avril 1975 à Zurich
- Dernière sélection : Suisse-États-Unis 2-0, le 6 septembre 1978 à Lucerne

## Palmarès
- Champion suisse en 1976 avec FC Zurich
- Coupe de Suisse en 1976 avec FC Zurich